# Tron de Boston
El Tron de Boston és una escultura de marbre trobada prop del Tron Ludovisi a Itàlia. El seu treball escultòric és poc comú; té, però, certa semblança amb el Tron Ludovisi. Aquesta escultura deu pertànyer a l'antiguitat clàssica. Fou descoberta al 1874, poc després del descobriment i venda en una subhasta del Tron Ludivisi. Al 1896 el col·leccionista nord-americà Edward Perry Warren el comprà, i al 1908 l'inclogueren en la col·lecció del Museu de Belles Arts de Boston.

## Descripció
El Tron de Boston és un cub de marbre; tres de les cares n'estan esculpides amb relleus. A la cara principal apareix a la part central un jove nu amb ales, que sosté als braços una balança. Cadascun dels platerets de la balança conté una figureta d'un jove, que han estat interpretats com a presoners lligats. La figura central és enmig de dues dones que duen túniques jòniques i mantells, i estan assegudes sobre unes cadires decorades, observant l'escena central.
S'ha interpretat la composició com una escena de psicostasia (també kerostasia o el ritual de pesar les ànimes) i les figures representades s'han identificat amb Eros, Persèfone i Afrodita o Eros, Venus i Juno. Els dos plafons més curts o cares laterals també tenen figures esculpides, que representen: una anciana en dol (possiblement la vellesa) i en l'altra un xiquet tocant una lira (possiblement la joventut).

## Autenticitat
Es creu que el Tron Ludovisi és del s. V ae i d'origen grec. Per contra, el Tron de Boston sembla una versió romana creada posteriorment per decorar els Jardins de Salusti i que deu ser del s. I ae. Alguns arqueòlegs com Marguerita Guarducci han declarat que és una falsificació; hi ha encara, però, un grup de científics que el consideren genuí. Les proves científiques per a identificar l'antiguitat de les escultures de marbre en general són poc fiables i encara no s'ha trobat una prova que en justifique l'autenticitat.